# Place Richard-Baret
La place Richard-Baret est une voie située dans le quartier des Batignolles du 17e arrondissement de Paris.

## Situation et accès
La place Richard-Baret est desservie par la ligne 2 à la station Rome.

## Origine du nom
Elle porte le nom de Richard Baret, né le 17 décembre 1910 à Paris 17e et décédé le 8 octobre 1969. Ancien maire de l'arrondissement de 1946 à sa mort, il a contribué à la préservation de la chapelle Notre-Dame de la Compassion et présidé les débats sur la construction de la nouvelle mairie après la démolition du clocher du campanile de l'ancienne mairie en 1952. Chevalier de la Légion d'Honneur par décret du 25 août 1953.

## Historique
La place est créée et prend sa dénomination actuelle en 1976.
Fermée à la circulation pour travaux depuis mi-2020, la place devient officiellement piétonne fin 2022,

## Bâtiments remarquables et lieux de mémoire
- Kiosque et fontaine Wallace.
- La mairie du 17e arrondissement.

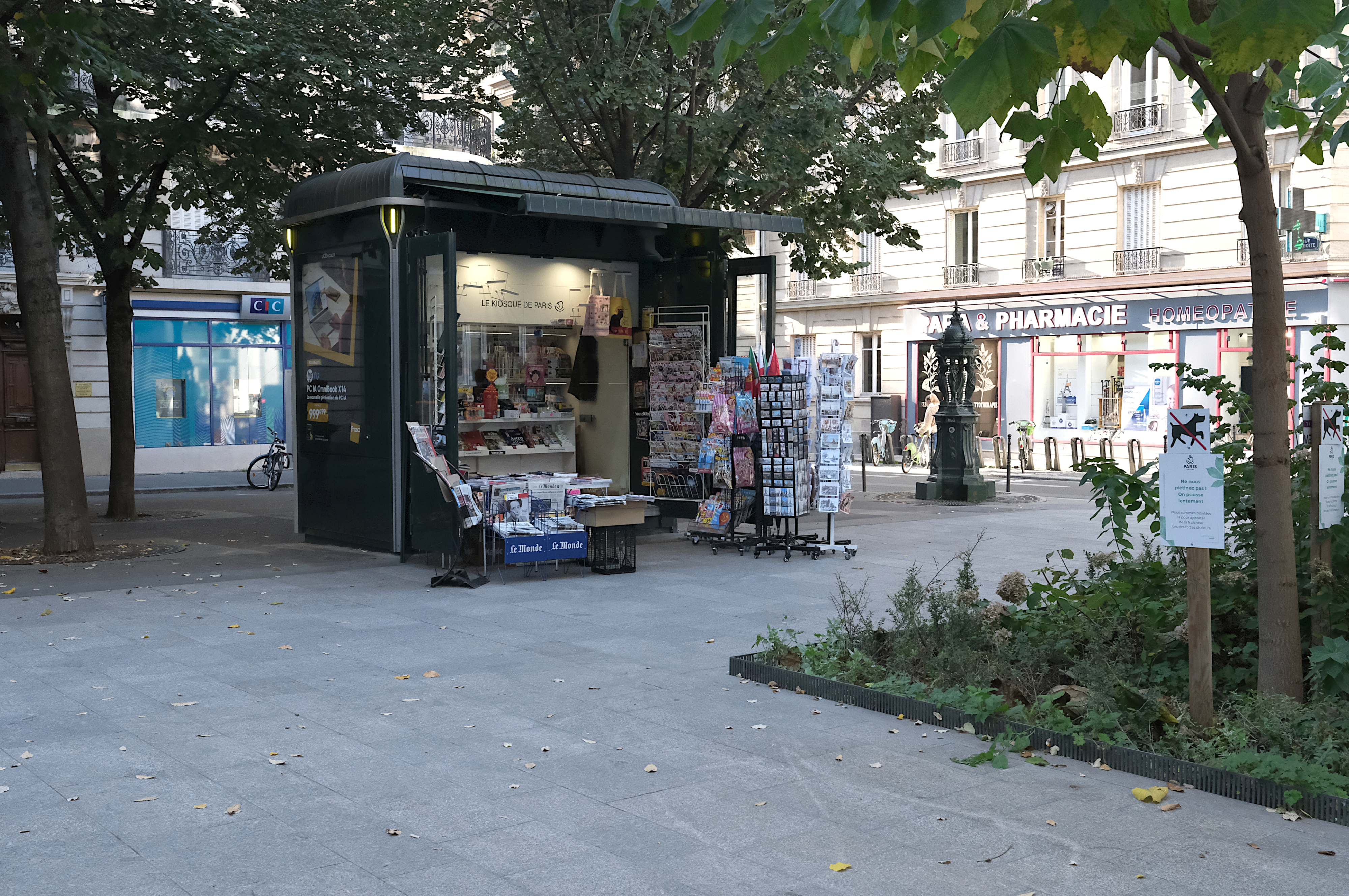
Kiosque et fontaine Wallace.
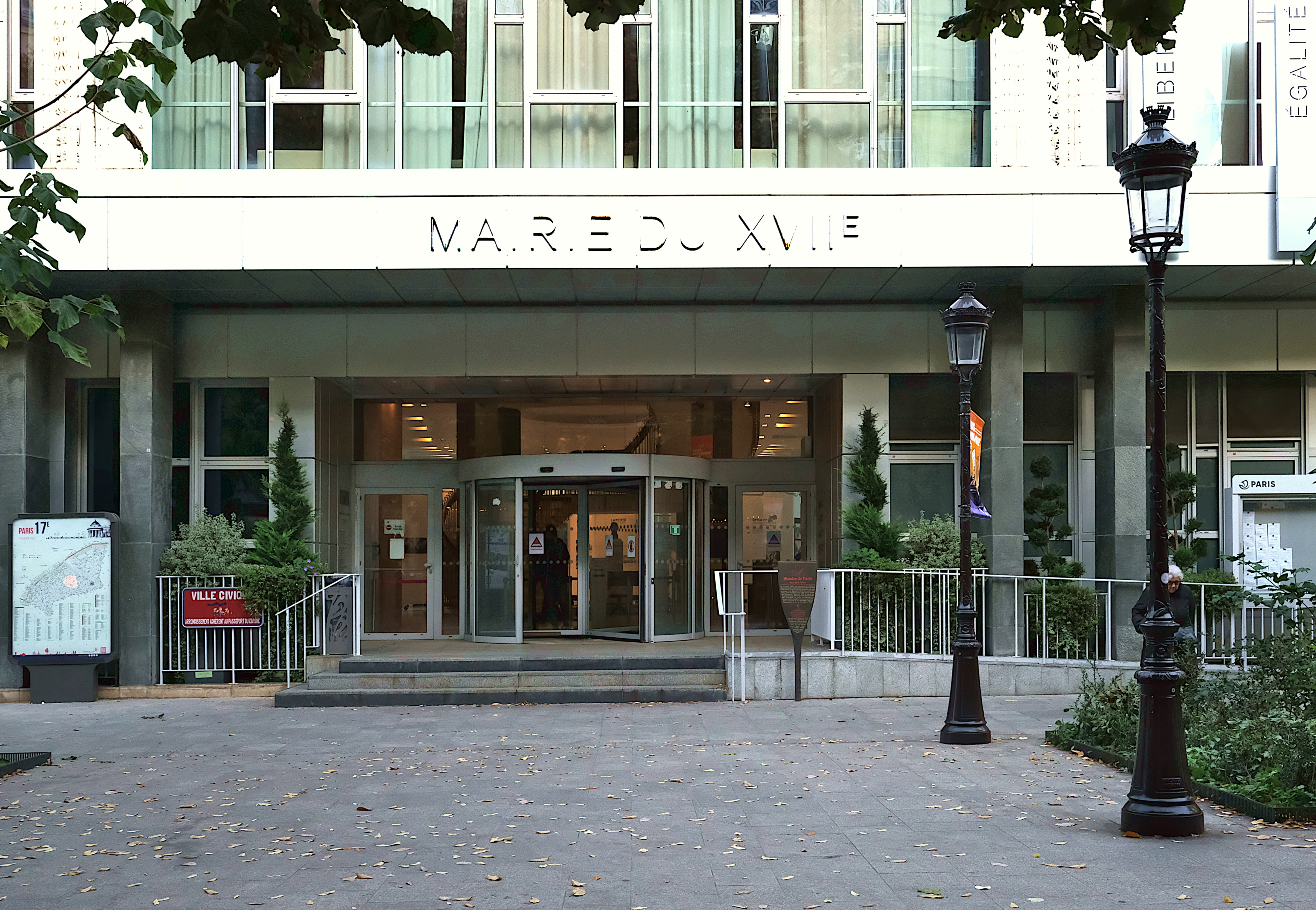
Entrée de la mairie du 17e.